# Llista d'asteroides/167401-167500
| Nom      | Designació provisional | Data de descobriment   | Lloc de descobriment | Descobridor/s |
| -------- | ---------------------- | ---------------------- | -------------------- | ------------- |
| 167401 - | 2003 WS112             | 20 de novembre de 2003 | Socorro              | LINEAR        |
| 167402 - | 2003 WB113             | 20 de novembre de 2003 | Socorro              | LINEAR        |
| 167403 - | 2003 WK116             | 20 de novembre de 2003 | Socorro              | LINEAR        |
| 167404 - | 2003 WL116             | 20 de novembre de 2003 | Socorro              | LINEAR        |
| 167405 - | 2003 WP118             | 20 de novembre de 2003 | Socorro              | LINEAR        |
| 167406 - | 2003 WU118             | 20 de novembre de 2003 | Socorro              | LINEAR        |
| 167407 - | 2003 WH120             | 20 de novembre de 2003 | Socorro              | LINEAR        |
| 167408 - | 2003 WH124             | 20 de novembre de 2003 | Socorro              | LINEAR        |
| 167409 - | 2003 WO125             | 20 de novembre de 2003 | Socorro              | LINEAR        |
| 167410 - | 2003 WB127             | 20 de novembre de 2003 | Socorro              | LINEAR        |
| 167411 - | 2003 WW130             | 21 de novembre de 2003 | Palomar              | NEAT          |
| 167412 - | 2003 WQ131             | 21 de novembre de 2003 | Palomar              | NEAT          |
| 167413 - | 2003 WJ132             | 19 de novembre de 2003 | Kitt Peak            | Spacewatch    |
| 167414 - | 2003 WA134             | 21 de novembre de 2003 | Socorro              | LINEAR        |
| 167415 - | 2003 WZ134             | 21 de novembre de 2003 | Socorro              | LINEAR        |
| 167416 - | 2003 WY135             | 21 de novembre de 2003 | Socorro              | LINEAR        |
| 167417 - | 2003 WP139             | 21 de novembre de 2003 | Socorro              | LINEAR        |
| 167418 - | 2003 WF141             | 21 de novembre de 2003 | Socorro              | LINEAR        |
| 167419 - | 2003 WP141             | 21 de novembre de 2003 | Socorro              | LINEAR        |
| 167420 - | 2003 WT143             | 20 de novembre de 2003 | Socorro              | LINEAR        |
| 167421 - | 2003 WV143             | 20 de novembre de 2003 | Socorro              | LINEAR        |
| 167422 - | 2003 WS148             | 24 de novembre de 2003 | Palomar              | NEAT          |
| 167423 - | 2003 WH149             | 24 de novembre de 2003 | Palomar              | NEAT          |
| 167424 - | 2003 WK150             | 24 de novembre de 2003 | Anderson Mesa        | LONEOS        |
| 167425 - | 2003 WC153             | 26 de novembre de 2003 | Anderson Mesa        | LONEOS        |
| 167426 - | 2003 WQ154             | 26 de novembre de 2003 | Kitt Peak            | Spacewatch    |
| 167427 - | 2003 WP155             | 26 de novembre de 2003 | Kitt Peak            | Spacewatch    |
| 167428 - | 2003 WQ155             | 26 de novembre de 2003 | Kitt Peak            | Spacewatch    |
| 167429 - | 2003 WX157             | 28 de novembre de 2003 | Goodricke-Pigott     | R. A. Tucker  |
| 167430 - | 2003 WW159             | 30 de novembre de 2003 | Kitt Peak            | Spacewatch    |
| 167431 - | 2003 WM162             | 30 de novembre de 2003 | Kitt Peak            | Spacewatch    |
| 167432 - | 2003 WD165             | 30 de novembre de 2003 | Kitt Peak            | Spacewatch    |
| 167433 - | 2003 WW169             | 19 de novembre de 2003 | Palomar              | NEAT          |
| 167434 - | 2003 WL170             | 20 de novembre de 2003 | Palomar              | NEAT          |
| 167435 - | 2003 WO171             | 23 de novembre de 2003 | Anderson Mesa        | LONEOS        |
| 167436 - | 2003 WU174             | 19 de novembre de 2003 | Anderson Mesa        | LONEOS        |
| 167437 - | 2003 WL176             | 19 de novembre de 2003 | Socorro              | LINEAR        |
| 167438 - | 2003 WL190             | 26 de novembre de 2003 | Socorro              | LINEAR        |
| 167439 - | 2003 WF193             | 18 de novembre de 2003 | Kitt Peak            | Spacewatch    |
| 167440 - | 2003 XT4               | 1 de desembre de 2003  | Socorro              | LINEAR        |
| 167441 - | 2003 XC6               | 3 de desembre de 2003  | Socorro              | LINEAR        |
| 167442 - | 2003 XG6               | 3 de desembre de 2003  | Socorro              | LINEAR        |
| 167443 - | 2003 XX6               | 3 de desembre de 2003  | Anderson Mesa        | LONEOS        |
| 167444 - | 2003 XK7               | 1 de desembre de 2003  | Socorro              | LINEAR        |
| 167445 - | 2003 XL7               | 1 de desembre de 2003  | Socorro              | LINEAR        |
| 167446 - | 2003 XH8               | 4 de desembre de 2003  | Socorro              | LINEAR        |
| 167447 - | 2003 XQ8               | 4 de desembre de 2003  | Socorro              | LINEAR        |
| 167448 - | 2003 XS8               | 4 de desembre de 2003  | Socorro              | LINEAR        |
| 167449 - | 2003 XP9               | 4 de desembre de 2003  | Socorro              | LINEAR        |
| 167450 - | 2003 XU9               | 4 de desembre de 2003  | Socorro              | LINEAR        |
| 167451 - | 2003 XA10              | 4 de desembre de 2003  | Socorro              | LINEAR        |
| 167452 - | 2003 XG17              | 14 de desembre de 2003 | Kitt Peak            | Spacewatch    |
| 167453 - | 2003 XB25              | 1 de desembre de 2003  | Socorro              | LINEAR        |
| 167454 - | 2003 XC37              | 3 de desembre de 2003  | Socorro              | LINEAR        |
| 167455 - | 2003 XQ37              | 4 de desembre de 2003  | Socorro              | LINEAR        |
| 167456 - | 2003 YP                | 16 de desembre de 2003 | Anderson Mesa        | LONEOS        |
| 167457 - | 2003 YD3               | 17 de desembre de 2003 | Anderson Mesa        | LONEOS        |
| 167458 - | 2003 YE3               | 18 de desembre de 2003 | Socorro              | LINEAR        |
| 167459 - | 2003 YY6               | 17 de desembre de 2003 | Socorro              | LINEAR        |
| 167460 - | 2003 YO7               | 18 de desembre de 2003 | Socorro              | LINEAR        |
| 167461 - | 2003 YX15              | 17 de desembre de 2003 | Anderson Mesa        | LONEOS        |
| 167462 - | 2003 YP16              | 17 de desembre de 2003 | Kitt Peak            | Spacewatch    |
| 167463 - | 2003 YU20              | 17 de desembre de 2003 | Kitt Peak            | Spacewatch    |
| 167464 - | 2003 YF21              | 17 de desembre de 2003 | Kitt Peak            | Spacewatch    |
| 167465 - | 2003 YP21              | 17 de desembre de 2003 | Kitt Peak            | Spacewatch    |
| 167466 - | 2003 YA24              | 17 de desembre de 2003 | Socorro              | LINEAR        |
| 167467 - | 2003 YB27              | 16 de desembre de 2003 | Anderson Mesa        | LONEOS        |
| 167468 - | 2003 YR28              | 17 de desembre de 2003 | Kitt Peak            | Spacewatch    |
| 167469 - | 2003 YW33              | 17 de desembre de 2003 | Kitt Peak            | Spacewatch    |
| 167470 - | 2003 YK35              | 19 de desembre de 2003 | Socorro              | LINEAR        |
| 167471 - | 2003 YH40              | 19 de desembre de 2003 | Kitt Peak            | Spacewatch    |
| 167472 - | 2003 YU41              | 19 de desembre de 2003 | Kitt Peak            | Spacewatch    |
| 167473 - | 2003 YE42              | 19 de desembre de 2003 | Kitt Peak            | Spacewatch    |
| 167474 - | 2003 YM42              | 19 de desembre de 2003 | Kitt Peak            | Spacewatch    |
| 167475 - | 2003 YW44              | 19 de desembre de 2003 | Kitt Peak            | Spacewatch    |
| 167476 - | 2003 YB51              | 18 de desembre de 2003 | Socorro              | LINEAR        |
| 167477 - | 2003 YV51              | 18 de desembre de 2003 | Socorro              | LINEAR        |
| 167478 - | 2003 YH52              | 18 de desembre de 2003 | Kitt Peak            | Spacewatch    |
| 167479 - | 2003 YT53              | 19 de desembre de 2003 | Socorro              | LINEAR        |
| 167480 - | 2003 YZ54              | 19 de desembre de 2003 | Socorro              | LINEAR        |
| 167481 - | 2003 YF57              | 19 de desembre de 2003 | Socorro              | LINEAR        |
| 167482 - | 2003 YH57              | 19 de desembre de 2003 | Socorro              | LINEAR        |
| 167483 - | 2003 YR58              | 19 de desembre de 2003 | Socorro              | LINEAR        |
| 167484 - | 2003 YJ63              | 19 de desembre de 2003 | Socorro              | LINEAR        |
| 167485 - | 2003 YS63              | 19 de desembre de 2003 | Socorro              | LINEAR        |
| 167486 - | 2003 YT64              | 19 de desembre de 2003 | Socorro              | LINEAR        |
| 167487 - | 2003 YE65              | 19 de desembre de 2003 | Socorro              | LINEAR        |
| 167488 - | 2003 YN66              | 20 de desembre de 2003 | Socorro              | LINEAR        |
| 167489 - | 2003 YX70              | 18 de desembre de 2003 | Socorro              | LINEAR        |
| 167490 - | 2003 YU71              | 18 de desembre de 2003 | Socorro              | LINEAR        |
| 167491 - | 2003 YJ76              | 18 de desembre de 2003 | Socorro              | LINEAR        |
| 167492 - | 2003 YF80              | 18 de desembre de 2003 | Socorro              | LINEAR        |
| 167493 - | 2003 YJ83              | 18 de desembre de 2003 | Haleakala            | NEAT          |
| 167494 - | 2003 YO83              | 19 de desembre de 2003 | Kitt Peak            | Spacewatch    |
| 167495 - | 2003 YT83              | 19 de desembre de 2003 | Socorro              | LINEAR        |
| 167496 - | 2003 YE84              | 19 de desembre de 2003 | Socorro              | LINEAR        |
| 167497 - | 2003 YT84              | 19 de desembre de 2003 | Socorro              | LINEAR        |
| 167498 - | 2003 YV85              | 19 de desembre de 2003 | Socorro              | LINEAR        |
| 167499 - | 2003 YR87              | 19 de desembre de 2003 | Socorro              | LINEAR        |
| 167500 - | 2003 YX88              | 19 de desembre de 2003 | Kitt Peak            | Spacewatch    |